# 두클라 프라하

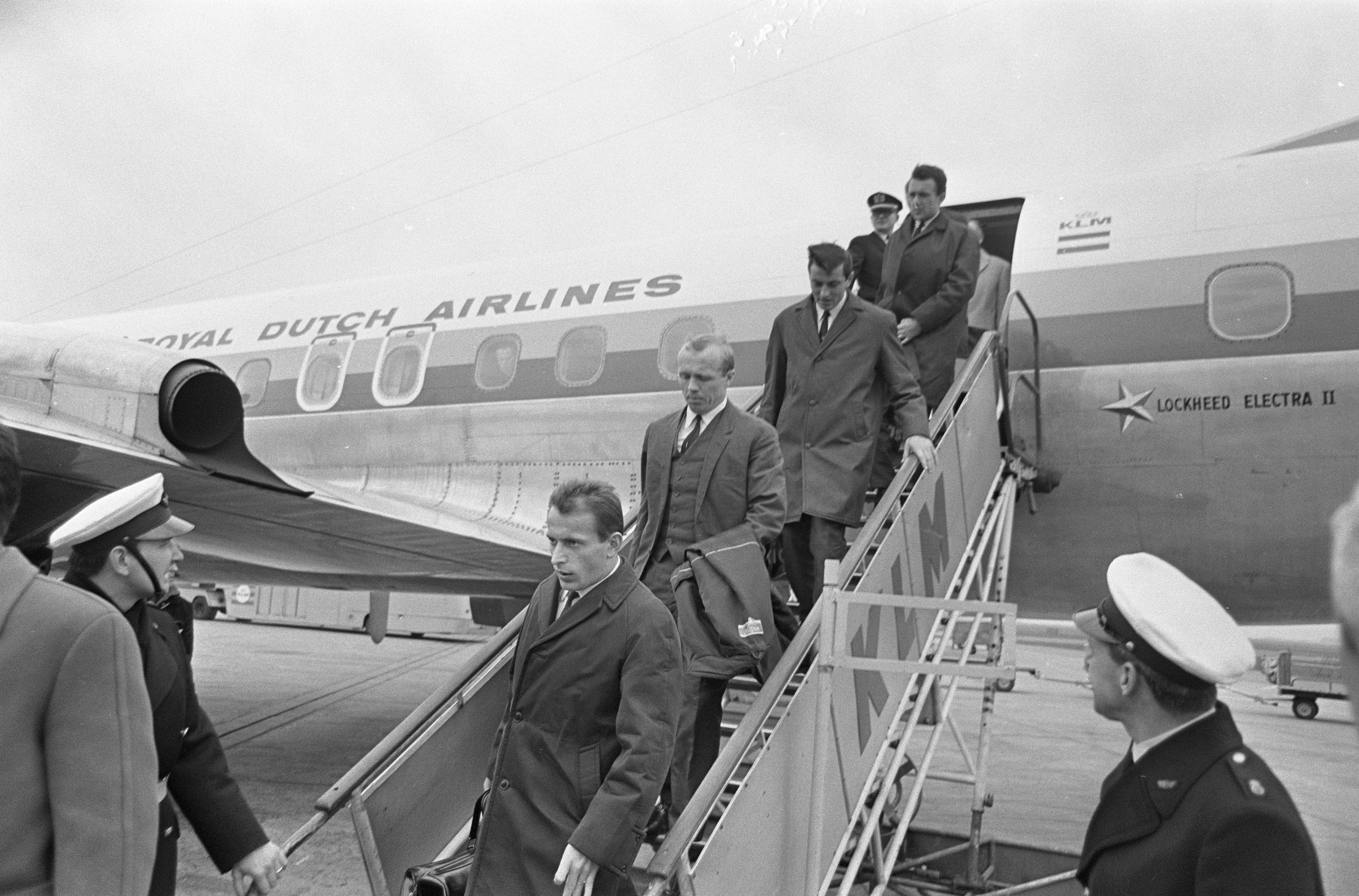

두클라 프라하(체코어: Dukla Praha)는 프라하를 연고로 하던 체코의 축구 클럽이다.
체코슬로바키아 시대였던 1948년 체코슬로바키아군 소속 스포츠 클럽인 ATK 프라하(체코어: Armádní tělovýchovný klub Praha)로 설립되었으며 1956년에 두클라 프라하로 이름을 바꿨다. 두클라(Dukla)라는 이름은 제2차 세계 대전 중이던 1944년에 일어난 두클라 고개 전투가 벌어졌던 두클라 고개에서 유래된 이름이다.
두클라 프라하는 축구 외에 육상 경기, 조정, 핸드볼, 근대 5종 경기, 사이클 클럽을 운영했다. 1996년 1. FK 프르지브람에 합병되면서 소멸되었다.

## 성적
- 체코슬로바키아 1부 리그 우승 11회 (1953, 1956, 1958, 1961, 1962, 1963, 1964, 1966, 1977, 1979, 1982)
- 체코슬로바키아 컵 우승 8회 (1961, 1965, 1966, 1969, 1981, 1983, 1985, 1990)

## 역대 감독
| 감독              | 임기        |
| ----------------- | ----------- |
| 라디슬라프 노바크 | 1986 ~ 1988 |